# Linnastaadion
Het Linnastaadion is een voetbalstadion in de Estische stad Jõhvi. Het Linnastaadion is de thuishaven van voetbalclub Jõhvi FC Lokomotiv dat uitkomt in de Meistriliiga, de hoogste voetbaldivisie in Estland. 